# Panthera tigris altaica
El tigre siberiano (Panthera tigris altaica), también conocido como tigre de Amur, tigre del Caspio o tigre persa (Panthera tigris virgata), es una subespecie de tigre que actualmente únicamente ocupa los bosques de hoja perenne y bosques mixtos del extremo sureste de Rusia, en la región del río Amur y la frontera entre Rusia y China. Tradicionalmente se considera la mayor subespecie de tigre y el mayor de los félidos.
Hasta 2009 se le consideraba una subespecie independiente, Panthera tigris altaica, hasta que estudios genéticos en el ADN mitocondrial de ejemplares conservados en museos del supuestamente extinto tigre del Caspio pusieron de relieve que las diferencias genéticas entre ambas subespecies eran mínimas, hasta el punto de que su separación basándose en criterios actuales no estaba justificada. Estos resultados unidos a los datos y citas históricas de su distribución original, parecen indicar que en realidad el tigre de Amur es la única subpoblación que sobrevivió a la persecución y destrucción del hábitat en los países habitados por el tigre del Caspio originalmente, desde Turquía y Ucrania hasta el Extremo Oriente ruso, pasando por el Cáucaso, Irak, Irán, Asia Central, Mongolia y China. La continuidad de su extensísima área de distribución habría sido rota hace tan solo 200 años debido a la persecución directa, la destrucción de su hábitat y la caza excesiva de sus principales presas.
En 2017, un equipo de investigadores pertenecientes a la UICN publicaron una nueva clasificación taxonómica de la familia felidae en la que solo reconocían a dos subespecies de tigres, a saber: el tigre de Asia continental (Panthera tigris tigris), el cual agrupa al tigre de Bengala, tigre de Amur, tigre de Indochina, tigre de sur de China y tigre malayo, así como los extintos tigres del Caspio y de la Sonda (Panthera tigris sondaica), que agrupa al tigre de Sumatra así como a los ya desaparecidos tigres de Java y Bali. Esta evaluación se basa en una extensa revisión de publicaciones recientes sobre la morfología del tigre y su filogeografía.

## Características

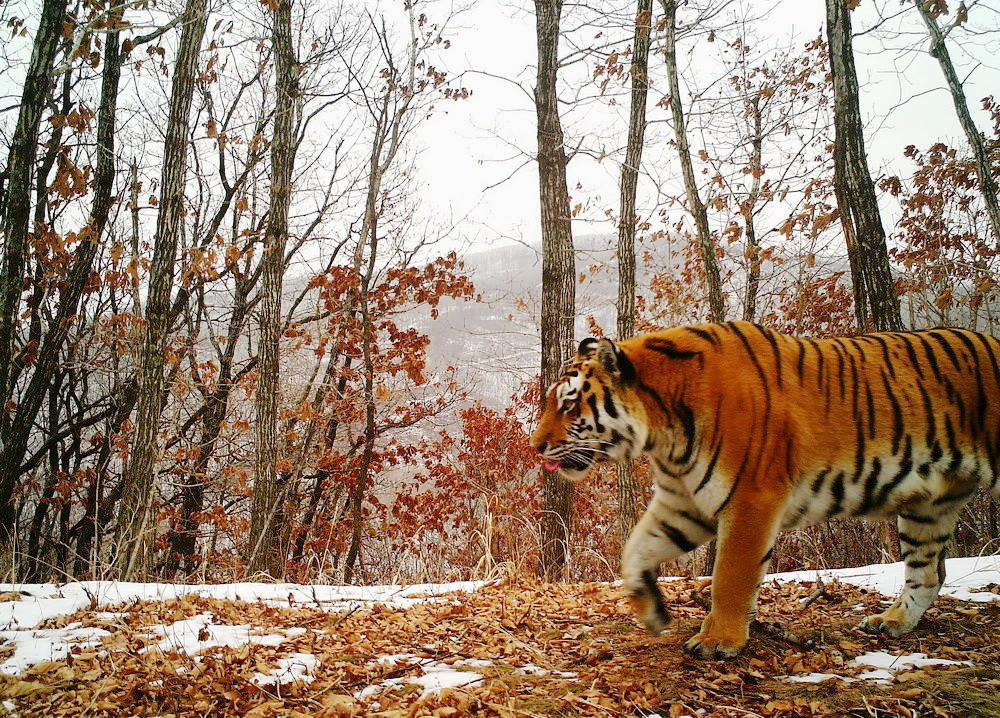
Tigre siberiano: fotograma de una cámara trampa.

El Proyecto de Tigre Siberiano (Siberian Tiger Project), que ha operado en la reserva Sijote Alin desde 1992, concluyó que el macho más pesado (M-20) alcanzó los 205 kg, siendo el mayor peso que han podido verificar, aunque sobre la base de un número limitado de especímenes. Dale Miquelle, director de dicho programa, asegura que a pesar de las repetidas afirmaciones en la literatura popular de que el tigre de Amur es el más grande de la especie, sus mediciones realizadas a más de cincuenta ejemplares capturados sugieren que su tamaño corporal es similar al de los tigres indios. Un estudio reciente calculó un peso promedio sobre la base de ejemplares históricos de 215,3 kg para los machos y 137,5 kg para las hembras. Sin embargo, con ejemplares actuales se calculó un peso promedio de 176,4 kg para los machos y 117,9 kg para las hembras. Estos pesos son menores que los calculados para los ejemplares que habitan el subcontinente indio, por lo que estos datos sugieren que, en la actualidad, la subespecie tigre de Bengala alcanza mayores dimensiones. Las medidas morfológicas, tomadas por los científicos del Proyecto de Tigre Siberiano, establecen que la longitud promedio cabeza-cuerpo medida entre las curvas, es de 195 cm (con rango de 178 a 208) para los machos y 174 cm (rango de 167 a 182) para las hembras. La cola mide en promedio unos 99 cm en los machos y 91 cm en las hembras. El macho más largo («Maurice») midió 309 cm en longitud total (cola de 101 cm) y tenía una circunferencia de pecho de 127 cm). La hembra más larga («Maria Ivanovna») midió 270 cm en longitud total (cola de 88 cm) y tenía una circunferencia de pecho de 108 cm. Estas medidas muestran que el tigre de Amur actual es más largo que el tigre de Bengala. En 2012 se identificó a un gran macho llamado Luk que llegó a los 212 kg de peso, siendo el espécimen más pesado confirmado por científicos en la Reserva Natural de Komarov Ussuri.
El macho más grande del que se tengan referencias confiables, fue un ejemplar de 335 cm de largo total medido en línea recta (350 cm sobre las curvas del lomo), cazado en la base del río Sungari, Manchuria, en 1943. se han reportado casos de más de 300 kg. Sin embargo, según el Dr. Vratislav Mazák, no existía verificación científica en el campo, por lo que no se puede comprobar la veracidad de estos reportes. Un reporte habla de un tigre macho cazado en los montes Sijote-Alin en 1950, que pesó 384,8 kg; se calculó que tendría una longitud total probable de 349 cm, pero esta última cifra es hipotética. El ejemplar más grande del Tigre de Amur salvaje del que se tienen referencias confiables corresponde a un macho llamado Circa que pesó unos 306,5 kg. Dicho ejemplar fue capturado en la región rusa de Ussuri. Según los Récords Mundiales Guinness, el tigre cautivo más pesado fue un macho llamado “Jaipur”, que midió 332 cm de largo total y pesó 423 kg, al final de su vida, en 1999, aunque era un tigre bastante obeso. Los tigres de Amur en particular tienden a acumular grasa, en especial si son castrados.
En los meses fríos el pelo se torna más largo y espeso, creciendo hasta los 105 mm de longitud en algunas zonas, con el fin de protegerlo del gélido invierno.
Son capaces de alcanzar altas velocidades en cortas persecuciones sobre la fría nieve del bosque siberiano. Estos alcanzan velocidades de entre 50 a 80 km./h. En cortos periodos de tiempo y pueden mantenerlos por poca distancia. Estos alcanzan su maxima velocidad entre 20 a 55 metros de aceleración (entre unos 3 a 5 segundos) y logran mantener esta velocidad por cortos periodos antes de fatigarse. Por lo general unos 100 a 300 metros que serían aproximadamente entre 4.5 y 13.5 segundos.

## Hábitat y dieta
Dentro de la región rusa del Amur - Ussuri, los tigres de Amur se concentran en las zonas de Krai de Primorie y la parte meridional del Krai de Jabárovsk. Comparten la densa y húmeda taiga de la zona con otros grandes depredadores como los lobos, osos, glotones, linces y leopardos de la subespecie local (Panthera pardus orientalis), hoy en día muy amenazada, el tigre representa la cúspide de la cadena alimenticia, es el depredador dominante. Los tigres cazan a  cualquiera de los animales anteriores. Del documental sobre animales HECHOS - 'Todo lo que no sabías sobre los animales: "En Rusia, algunos osos han empezado a vivir en nidos de árboles como pájaros asustados, y todo se debe al gato más grande del mundo". Cita del profesor/antropólogo - Dr. Todd Sisotell: "La gente tiene miedo de los osos, los osos tienen miedo de los tigres". Cita del biólogo y conservacionista de la vida silvestre - Aletris Neils: "Piensas en los osos como la parte superior de la cadena alimentaria, PERO NO donde hay tigres. Se ha documentado que los tigres matan tanto a los osos negros como a los osos pardos donde coexisten con ellos". Sus presas incluyen osos pardos, osos negros asiáticos, ciervos, gorales,  corzos,  jabalíes, alces, wapitíes, ciervos almizcleros, linces, renos, pikas, liebres, conejos y  salmones.

## Distribución
Es la subespecie de tigre que vive más al norte y más al este, en los bosques de hoja perenne del extremo sureste de Rusia y la frontera entre Rusia y China. Originalmente también era la que se extendía más hacia el oeste y la única presente en Europa. A principios del siglo XX la subpoblación oriental, ya aislada de los escasos ejemplares que sobrevivían en su área de distribución occidental (en los bosques del sur del Caspio, Irán, Turquía y algunas zonas del Asia Central soviética), se extendía por Mongolia, Manchuria y Corea, hasta el oeste del Mar de Ojotsk, con una población aproximada de 7000 ejemplares, reduciéndose posteriormente su área de distribución debido a la presión humana. En tiempos históricos desapareció del lago Baikal, la mayor parte de Manchuria y la península de Corea. En la actualidad su estado es crítico, quedando una sola población, más o menos continua, en la región del río Amur y junto al mar de Japón, y al igual que el resto de los tigres, esta subespecie está protegida internacionalmente.

## Estatus poblacional de la subespecie
La población de tigres de Amur en Rusia permaneció relativamente estable hasta alrededor de 1990, cuando el hundimiento de la Unión Soviética y la crisis económica subsiguiente provocaron un brusco aumento de la caza furtiva. En 1992 comenzó un intenso programa de conservación, llevado a cabo por científicos de Rusia y otros países, conocido como Siberian Tiger Project (Proyecto Tigre Siberiano), con el fin de detener el declive de la población y hacerla crecer de nuevo. El programa ha tenido un cierto éxito, haciendo que, por ejemplo, la población localizada en la reserva de Sijote-Alin pasase de 250 ejemplares en 1992 a cerca de 350 en 2004. No obstante, muchas poblaciones se encuentran aisladas y cuentan con menos de 20 animales, lo que les hace víctimas de la consanguinidad. Un censo realizado en 2005 demostró que la población de tigres de Amur es de alrededor de 500 individuos: 334–417 adultos y 97–112 cachorros. En 2014 el Fondo Mundial para la Naturaleza estimó que la población total del tigre de Amur en la naturaleza era de alrededor de 400 individuos. A principios de 2015 una tigresa y sus cachorros de aproximadamente un año y medio de edad fueron fotografiados en la provincia de Jilin en China a treinta kilómetros de la frontera rusa, lo cual es un indicativo de que se podría estar asentando una población en esa región. En 2016 durante un encuentro en la ciudad de Sochi entre las subcomisiones para la protección del ambiente de Rusia Y China fue emitido un comunicado en el que se indica que la población del tigre de Amur creció en un 10 a 15 % con respecto a 2005, llegando a los 523 a 540 ejemplares en estado salvaje en Rusia. Este es un buen indicador de que los programas conservacionistas iniciados en la década de 1990 por el gobierno ruso están funcionando.
Lamentablemente, la caza furtiva no ha desaparecido hoy en día de la región, y todavía siguen muriendo varios tigres por culpa del hombre. Es el caso de varios cachorros que son atropellados cada año en la única carretera que cruza su territorio.
Rusia e Irán han discutido la posibilidad de iniciar la reintroducción del tigre en el norte del país. 
Igualmente se están considerando áreas de Uzbekistán y Kazajistán para reintroducir la subespecie en puntos de su área de distribución original en Asia Central
En 2013 un equipo de científicos surcoreanos liderados por Jong Bhak del Instituto de Genómica Personal de Suwon lograron descifrar el genoma del tigre de Amur y lo compararon con el de otras subespecies de tigre como el indio así como con otros felinos como los leones africanos y los leopardos, con el propósito de entender las distinciones que componen a las diversas especies de grandes félidos así como para contribuir a preservar la limitada diversidad genética de estos grandes depredadores en su entorno natural
En 2015 el Gobierno ruso aprobó la creación del parque nacional de Bikin, en la provincia de Primorie. Conocidos como “el Amazonas de Rusia”, los bosques de la cuenca del río Bikin son la mayor área intacta de bosques mixtos de todo el hemisferio norte. El nuevo parque protege más de 1,16 millones de hectáreas de bosques –una superficie mayor que Navarra (España)- que ya en 2010 fueron declarados Patrimonio de la Humanidad de la UNESCO, y son el hábitat del 10% de la población actual del tigre de Amur.
En 2017 un estudio en línea publicado en la revista Biological Conservation propone la reintoduccion del tigre de Amur en dos localidades de Kazajistán, los cuales son el delta del río Ili y la costa adyacente sur del lago Balkhash. Se identificaron alrededor de 7000 kilómetros cuadrados de hábitat adecuado para estos félidos que cuentan con suficientes animales de presa (ciervos y jabalíes) como para albergar una población de entre 64 y 98 tigres dentro de 50 años si se introducen 40 a 55 tigres.

## Cultura popular
El tigre preside el escudo oficial de la región de Primorski (Rusia), aparece también en el de Jabárovsk, en el de la ciudad de Vladivostok y en el de la ciudad rusa de Irkutsk. También aparece en el escudo del equipo de fútbol profesional ruso FC Luch-Energía Vladivostok. Hodori, la mascota de los Juegos Olímpicos de Seúl (1988), fue un tigre de amur.